# شرق تيرول

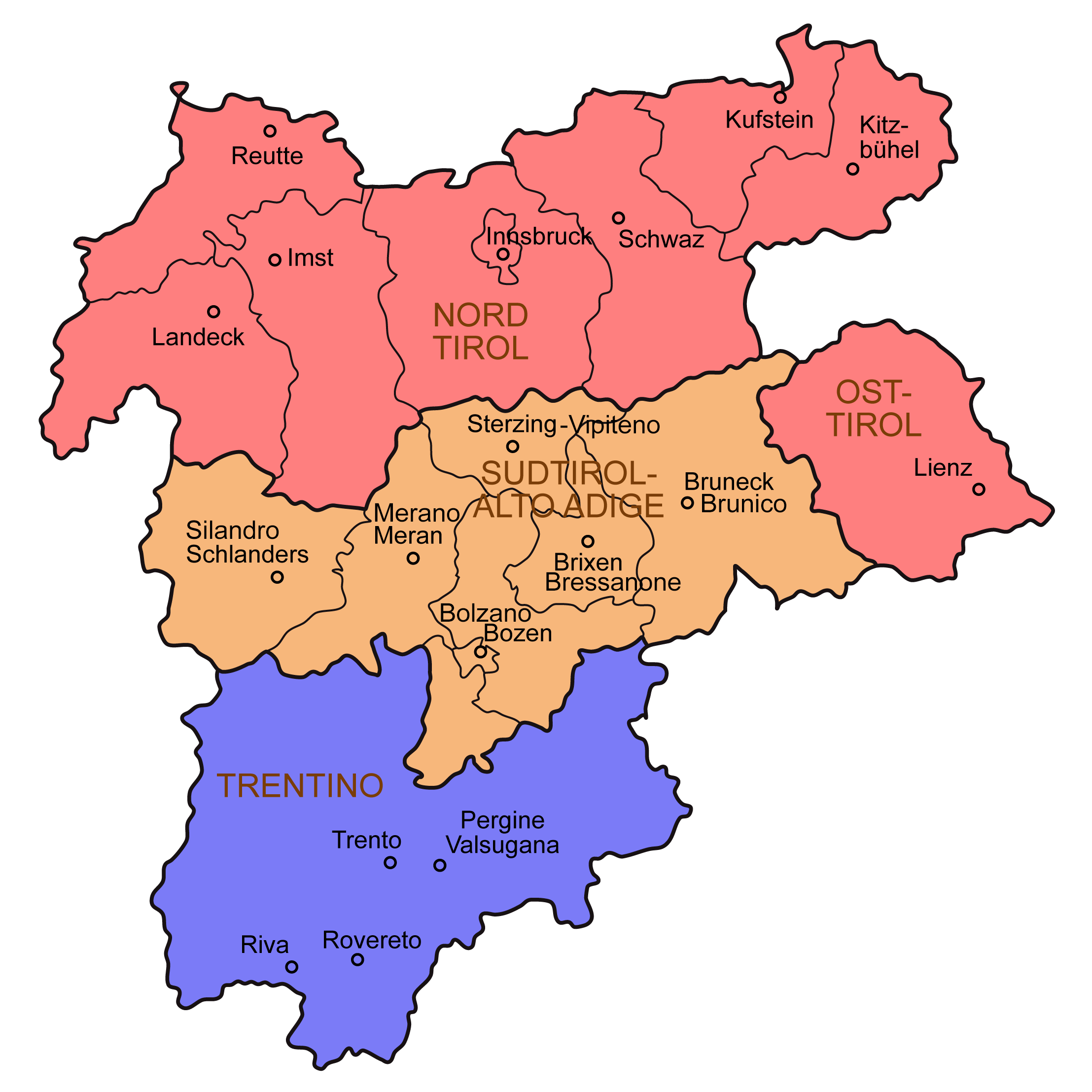
أراضي التاج النمساوي السابق أرض تيرول ، مقسمة إلى
Tyrol, Austria: North and East Tyrol

شرق تيرول، وأحيانا تيرول الشرقية (بالألمانية: Osttirol)‏، هو معتزل من ولاية تيرول النمساوية، وفصلها عن شمال تيرول جزء من الحدود القصير المشترك من سالزبورغ و الإيطالية جنوب تيرول. إنه مطابق للحي الإداري ( بيزيرك ) في لينز.